# Luís Flávio Cappio
Luís Flávio Cappio OFM (ur. 4 października 1946 w Guaratinguetá) – brazylijski duchowny katolicki, biskup Barra w latach 1997–2023.

## Życiorys
Święcenia kapłańskie otrzymał 19 grudnia 1971.

## Episkopat
16 kwietnia 1997 papież Jan Paweł II mianował go biskupem ordynariuszem diecezji Barra. Sakry biskupiej udzielił mu 6 lipca 1997 kardynał Aloísio Lorscheider.